# Košarka na Poletnih olimpijskih igrah 1976
Košarka na Poletnih olimpijskih igrah 1976. Tekmovanje je potekalo za moške in ženske reprezentance.

## Dobitniki medalj
| Kategorija | Zlato | Srebro | Bron |
| Moški      | ZDAPhil Ford Steve Sheppard Adrian Dantley Walter Davis Quinn Buckner Ernie Grunfeld Kenneth Carr Scott May Tate Armstrong Tom LaGarde Philip Hubbard Mitch Kupchak                                                                        | JugoslavijaBlagoja Georgievski Dragan Kićanović Vinko Jelovac Rajko Žižić Željko Jerkov Andro Knego Zoran Slavnić Krešimir Ćosić Damir Šolman Žarko Varajić Dražen Dalipagić Mirza Delibašić               | Sovjetska zvezaVladimir Arzamaskov Aleksander Salnikov Valerij Miloserdov Alžan Žarmuhamedov Andrej Makejev Ivan Jedeško Sergej Belov Vladimir Tkačenko Anatolij Miškin Mihail Korkija Aleksander Belov Vladimir Žigili                          |
| Ženske     | Sovjetska zvezaOlga Bariševa · Tamāra Dauniene · Natalija Klimova · Tatjana Ovečkina · Angelė Rupšienė · Nadežda Šuvajeva · Nadežda Zaharova · Uljana Semjonova · Raisa Kurvjakova · Neli Ferjabnikova · Olga Suharnova · Tetjana Zaharova | ZDACindy Brogdon · Susan Rojcewicz · Ann Meyers · Lusia Harris · Nancy Dunkle · Charlotte Lewis · Nancy Lieberman · Gail Marquis · Patricia Roberts · Mary Anne O'Connor · Patricia Head · Juliene Simpson | BolgarijaKrasimira Bogdanova · Dijana Dilova · Krasimira Gjurova · Penka Metodjeva · Snežana Mihajlova · Girgina Skerlatova · Marija Stojanova · Margarita Štarkelova · Petkana Makavejeva · Nadka Golčeva · Penka Stojanova · Todorka Jordanova |

## Medalje po državah
| Poz | Država          | Zlato | Srebro | Bron | Skupaj |
| 1   | ZDA             | 1     | 1      | 0    | 2      |
| 2   | Sovjetska zveza | 1     | 0      | 1    | 2      |
| 3   | Jugoslavija     | 0     | 1      | 0    | 1      |
| 4   | Bolgarija       | 0     | 0      | 1    | 1      |